# Combin de Corbassière
Le Combin de Corbassière, situé dans le canton du Valais, est un sommet des Alpes suisses culminant à 3 716 mètres, dans le val de Bagnes.